# Charles van Marcke de Lummen
 (mai 2021).
Si vous disposez d'ouvrages ou d'articles de référence ou si vous connaissez des sites web de qualité traitant du thème abordé ici, merci de compléter l'article en donnant les références utiles à sa vérifiabilité et en les liant à la section « Notes et références ».
 (juin 2022).
Édouard Charles Xavier van Marcke de Lummen, né le 18 octobre 1843 à Liège où il est mort le 18 juillet 1928, est un homme politique libéral belge wallon.
Il est docteur en droit, bâtonnier de l'ordre des avocats, conseiller communal (1872) et échevin de Liège, conseiller provincial de la province de Liège, avocat à la cour d'appel de Liège et membre de la Chambre des Représentants. Il est élu député de Liège (1892-1894 ; 1905-1914) et président du groupe parlementaire libéral de la Chambre.

## Biographie
Il est le fils de Charles-Emmanuel-Clément van Marcke de Lummen fils (d) (1811-1885) et Anne-Marie Campo (1820-1860). Il est le petit-fils du peintre sur porcelaine Charles van Marcke (1773-1830).
Il épouse, en 1875, Adrienne Massard (1845-1928).
Ils ont deux fils : Paul-Charles-Georges (1876-1909) et Camille-Armand-Édouard (1879-1903).